# Theatrical Licensing Act
O Theatrical Licensing Act (ou em português: Ato de Licenciamento de 1737) (10 Geo. 2. c. 28) é um antigo Ato do Parlamento no Reino da Grã-Bretanha, e um momento crucial na história teatral britânica. Seu objetivo era controlar e censurar o que estava sendo dito sobre o governo britânico através do teatro. O ato foi revogado pelo Theatres Act 1843, que foi substituído pelo Theatres Act 1968. O Lord Chamberlain era o censor oficial e o cargo de Examinador de Peças foi criado sob a Lei. O Examinador ajudou o Lord Chamberlain na tarefa de censurar todas as peças de 1737 a 1968. O Examinador leu todas as peças que deveriam ser apresentadas publicamente, produziu uma sinopse e recomendou-as para licença, consultando o Lord Chamberlain em caso de dúvida. O ato também criou uma distinção legal entre as categorias de "teatro legítimo" e "teatro ilegítimo".